# Giorni d'amore e inganno
Giorni d'amore e inganno (Días de amor y engaños, 2006) è un romanzo della scrittrice spagnola Alicia Giménez-Bartlett.
Il libro è stato tradotto in tedesco e in italiano.

## Trama
Nella giungla messicana è stato costruito un villaggio per i lavoratori di una ditta spagnola che edifica dighe; la piccola comunità dovrebbe essere supervisionata dal giovane factotum Dario, troppo spesso distratto dal vicino bordello di “El Cielito”.
Al vertice della piccola società ci sono gli ingegneri, quattro dei quali sono sposati e proprio le loro mogli sono le protagoniste del romanzo.
Quattro donne diversissime tra loro, accomunate dalla precarietà di una coesistenza forzata: Manuela, moglie del direttore dei lavori, è una donna efficiente e perfezionista; Paula, moglie di Santiago, è nevrotica ed il fallimento delle sue aspirazioni letterarie l'ha portata all'alcolismo; Victoria, professoressa di chimica, moglie e madre esemplare, si lascia travolgere da un nuovo amore; Susy è una giovane americana coccolata dal marito Henry.
Le solide personalità degli ingegneri verranno coinvolte nel caotico vortice di ossessioni e passioni quando l'imprevedibile e trascinante rapporto esploso tra Victoria e Santiago stravolge la vita del villaggio; Paula, tradita e con tendenze autodistruttive, sta per trascinare nel baratro anche la giovane Susy, ma si riscatta con un atto d'altruismo.

## Edizioni in italiano
- Alicia Giménez Bartlett, Giorni d'amore e inganno, traduzione di Maria Nicola, Palermo: Sellerio, 2008
- Alicia Giménez Bartlett, Giorni d'amore e inganno, legge: Cazzador, S, Modena: [s.n.], 2016